# Dissolution du 16 mai 1830

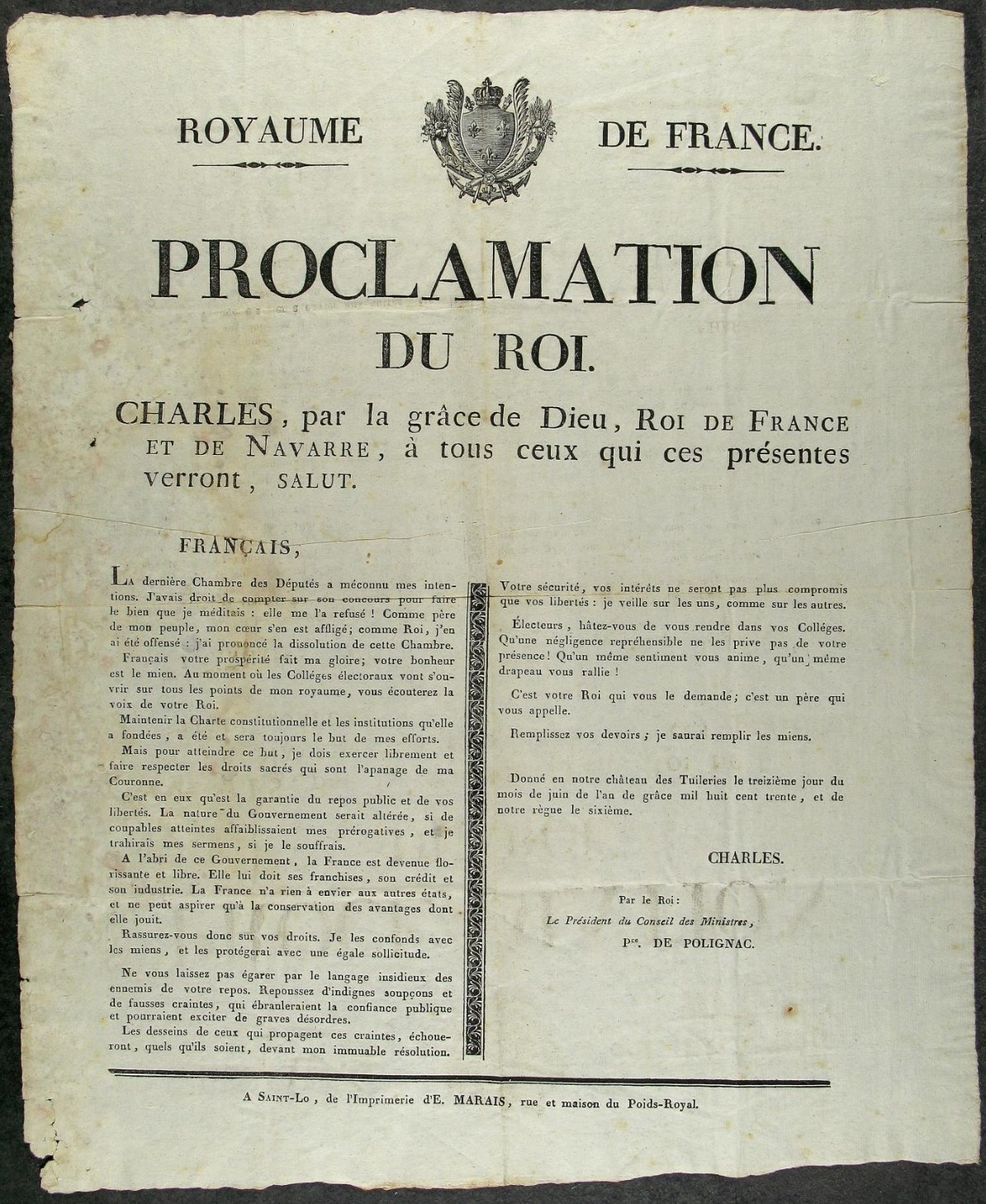
Proclamation du roi Charles X, le 13 juin 1830
(archives départementales de la Manche).

Pour couper court à l'Adresse des 221 du 16 mars 1830, par laquelle la majorité de la Chambre des députés a manifesté sa défiance au ministère Polignac, Charles X décide la dissolution de la Chambre des députés le 16 mai 1830, en espérant obtenir, à la faveur de nouvelles élections, une majorité conforme à ses vues. Il convoque les collèges d'arrondissement le 23 juin et ceux de département le 3 juillet.
« Ainsi, voilà commencée très définitivement, commente Cuvillier-Fleury cette lutte entre la couronne et le pays qui peut finir si tristement pour tous les deux ! L'imbécile obstination du roi ne s'explique que par sa haine pour les idées nouvelles ; car la marmite représentative, comme l'appelle Courier, bouillait à point chaque année et le potage était un milliard. Que voulait-il de plus ? Certes, sans compter l'argent, la Charte a fait aux vanités monarchiques une part assez large. »
Dans l’immédiat, la décision du roi provoque l’éclatement du ministère : Courvoisier et Chabrol de Crouzol, qui y sont hostiles, démissionnent, tandis que Chantelauze est nommé à la Justice et que Montbel, passé aux Finances, est remplacé à l'Intérieur par un ultra notoire, le comte de Peyronnet. Un préfet spécialiste des élections, le baron Capelle, entre dans le cabinet, officiellement à la tête d’un ministère des Travaux publics qui fait ainsi son apparition dans l’organigramme gouvernemental.
Le 13 juin, Charles X publie au Moniteur un appel aux Français dans lequel il accuse les députés de la Chambre dissoute « d'avoir méconnu ses intentions » et demande aux électeurs « de ne pas se laisser égarer par le langage insidieux des ennemis de leur repos », de « repousser d'indignes soupçons et de fausses craintes qui ébranleraient la confiance publique et pourraient exciter de graves désordres » ; il conclut : « C'est votre roi qui vous le demande. C'est un père qui vous appelle. Remplissez vos devoirs, je saurai remplir les miens. » La manœuvre est risquée, car, ce faisant, le roi s'est exposé lui-même, prenant le risque du désaveu. 
Mais, à la surprise générale, les libéraux remportèrent les élections législatives des 23 juin et 19 juillet 1830, obtenant 274 députés.